# Stanislav Shushkévich
Stanislav Stanislávovich Shushkévich (en ruso: Станисла́в Станисла́вович Шушке́вич; en bielorruso: Станісла́ў Станісла́вавіч Шушке́віч, romanizado: Stanisłáŭ Stanisłávavič Šuškiévič; Minsk, República Socialista Soviética de Bielorrusia, 15 de diciembre de 1934 – Minsk, Bielorrusia, 3 de mayo de 2022) fue un político bielorruso, primer presidente de la Bielorrusia independiente y firmante del Tratado de Belavezha.
También es conocido por haber sido designado por el gobierno soviético para enseñarle a hablar ruso a Lee Harvey Oswald, el supuesto asesino de John F. Kennedy, cuando este vivía en Minsk.

## Época política
Fue presidente del Sóviet Supremo de la República Socialista Soviética de Bielorrusia después de su elección el 25 de agosto de 1991 entrado en función el 18 de septiembre. Fue uno de los firmantes del Tratado de Belavezha, el 8 de diciembre de 1991, en nombre de RSS de Bielorrusia —junto con los presidentes de la RSFS de Rusia Borís Yeltsin y de RSS de Ucrania Leonid Kravchuk— que declaró la disolución de la URSS y estableció en su lugar la Comunidad de Estados Independientes (CEI). Fue el encargado de comunicar por teléfono la firma de dicho Tratado al Presidente de la Unión Soviética Mijaíl Gorbachov.
En el poder, lanzó una ola de privatizaciones de empresas públicas.
El 14 de diciembre de 1993, un informe de Aleksandr Lukashenko, presidente de la comisión anticorrupción del Parlamento, acusaba a setenta altos oficiales del gobierno, entre ellos Shushkévich, de corrupción, incluyendo apropiación de fondos estatales para uso personal. Las acusaciones de Lukashenko obligaron a celebrar una moción de censura contra Shushkévich, que fue destituido el 26 de enero de 1994. Le era también reprochada su voluntad de acercamiento a Occidente y no a Rusia. Se presentó aun así a las elecciones a la presidencia. Obtuvo el 10 % de los votos, lejos detrás de Lukashenko (45 %).    
Tras varios años alejado de la política, en 1998 participó en la refundación de la Asamblea Socialdemócrata Bielorrusa y fungió como presidente de este partido desde 1998 hasta 2018.
En 2004, intentó participar en las elecciones legislativas, pero la comisión electoral se lo impidió.
Falleció en la noche del 3 al 4 de mayo de 2022, según afirmaron sus familiares, justo una semana antes que Leonid Kravchuk. Su mujer Irina Kuzminichna, confirmó que su deceso se produjo el 3 de mayo a las 23:35 hora local. Había estado en cuidados intensivos en dos ocasiones a causa de la COVID-19.

## Época científica
Antes de su acceso al poder, también fue un científico, miembro de la Academia Nacional de Ciencias de Bielorrusia, doctor en matemáticas y física. De 1969 a 1986, ha sido profesor y jefe del Departamento de física nuclear de la Universidad Estatal de Bielorrusia. De 1986 a 1990, fue el rector de la Universidad Estatal de Bielorrusia.
Organizó numerosas conferencias en diversos países del mundo, entre ellos Francia.